# (30001) 2000 AU195
A (30001) 2000 AU195 a Naprendszer kisbolygóövében található aszteroida. A LINEAR projekt keretében fedezték fel 2000. január 8-án.

## Kapcsolódó szócikk
- Kisbolygók listája (30001–30500)